# Un été brûlant
Un été brûlant (francouzsky Horké léto) je francouzsko-italsko-švýcarský dramatický film z roku 2011. Natočil jej režisér Philippe Garrel podle scénáře, který napsal spolu s Marcem Cholodenkem a Caroline Deruas. Hlavními postavami jsou herečka Angèle (Monica Bellucciová), její manžel, malíř Frédéric (Louis Garrel), herec Paul (Jérôme Robart) a jeho přítelkyně Élisabeth (Céline Salletteová). Film je vyprávěn z Paulova pohledu, který po Frédéricově smrti retrospektivně vypráví o jejich přátelství. Film rozvíjí vztahy dvou párů – rozpadajícího se manželství prvního z nich a začínajícího vztahu druhého.
Zčásti je poctou filmu Pohrdání, který natočil Jean-Luc Godard, a částečně byl inspirován režisérovým přítelem Frédéricem Pardem. Autorem originální hudby k filmu je velšský hudebník John Cale, který s režisérem spolupracoval již v minulosti. Svou premiéru si snímek odbyl na Benátském filmovém festivalu, později byl uveden na festivalech v další zemích, stejně jako v kinech a později na DVD. Filmu se dostalo převážně negativní odezvy ze strany kritiků. Některým recenzentům vadily herecké výkony, jiným celkový koncept Garrelových vztahových filmů. Pochvaly se dostalo například kameře a hudbě. Sám Garrel na negativní odezvu reagoval tak, že filmy natáčí pro své fanoušky, nikoliv pro širokou veřejnost.

## Produkce
Autory scénáře jsou spolu s Garrelem jeho manželka Caroline Deruas a dlouholetý spolupracovník Marc Cholodenko. Po Garrelově předchozím snímku Hranice úsvitu (2008) jde o druhý (a zároveň poslední) film, který vzešel ze spolupráce se společností Rectangle Productions a producentem Édouardem Weilem. Rozpočet snímku činil 3 100 000 euro, přičemž z 26 % byl francouzský film natočen v koprodukci s Itálií (podíl společnosti Faro Film) a z 11 % je zastoupeno Švýcarsko (Prince Film). Dalšími financemi přispěly francouzská organizace Centre national du cinéma et de l'image animée, italské ministerstvo kultury, švýcarský Spolkový úřad pro kulturu, organizace Eurimages (400 000 euro) a region Île-de-France (192 000 euro). Záměr natočit tento film byl veřejnosti oznámen v roce 2009, kdy se měl jmenovat J'ai gardé les anges (Střežil jsem anděly). Natáčení filmu trvalo po dobu osmi týdnů počínaje koncem července 2010 v Římě a Paříži.
Snímek je zčásti poctou Godardovu filmu Pohrdání (1963), zčásti Garrelovu příteli, malíři Frédéricu Pardovi. Garrel k tomu řekl, že jej „chtěl zvěčnit ve filmu, aniž by sklouzl k fetišismu.“ Například obrazy, které se ve filmu nachází, nejsou Pardovým dílem. Dále prohlásil, že si filmem nechtěl svého přítele vynahradit. Jedním z několika odkazů k Pohrdání je okamžik, kdy leží nahá Angèle na posteli – ve filmu Pohrdání leží nahá Brigitte Bardotová. Režisér v rozhovoru na otázku, jaký má tato nahá scéna význam, odpověděl, že obraz pochází z hlavy člověka, který se chystá zabít. Dále uvedl, že ženu snímal z dálky dvakrát větší, než je ona sama, a to v reakci na pokyny Leonarda da Vinciho, podle nichž se řídil během studií. Monica Bellucciová schválila svou nahou scénu ve filmu dva měsíce po narození dcery. Spojitosti s Godardem jsou také v technickém obsazení filmu – spolupracovali s ním jak kameraman Willy Kurant, tak i zvukař François Musy. Jde o Garrelův první barevný film od roku 1999, kdy uvedl Le Vent de la nuit.

## Obsazení

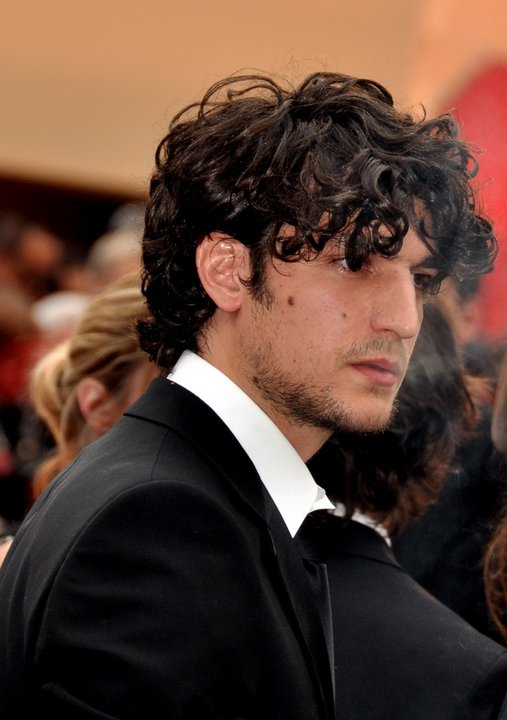
Louis Garrel na fotografii z roku 2011

| Monica Bellucciová | Angèle    |
| Louis Garrel       | Frédéric  |
| Céline Salletteová | Élisabeth |
| Jérôme Robart      | Paul      |
| Vladislav Galard   | Roland    |
| Vincent Macaigne   | Achille   |
| Damien Mongin      | Damien    |
| Maurice Garrel     | dědeček   |

### Další spolupráce
Louis Garrel je režisérův syn, který se představil v několika dalších filmech svého otce, například Hranice úsvitu (2008) nebo Žárlivost (2013). Menší roli ve filmu hraje i režisérův otec Maurice Garrel, který ještě před premiérou zemřel. Jedná se o poslední film, v němž hrál. Svůj monolog si Maurice Garrel napsal sám. Céline Salletteová, Jérôme Robart a Vladislav Galard s režisérem taktéž v minulosti spolupracovali, konkrétně měli malé role v jeho filmu Pravidelní milenci (2005). Monica Bellucciová je ve skutečnosti o osmnáct let mladší než její filmový manžel Louis Garrel, což je zpodobňováno s Garrelovým skutečným vztahem s herečkou Valerií Bruni Tedeschiovou, která je téhož věku jako Bellucci.

## Děj

### Úvod
V prvním záběru je Frédéric (Louis Garrel), pijící z placatky u svého automobilu značky BMW u čerpací stanice. Po chvíli nasedá do vozu. V další scéně je nahá Angèle (Monica Bellucciová), ležící v posteli. Následuje další scéna s Frédéricem, který jede noční krajinou v automobilu, přičemž scénu poprvé podkresluje klavírní hudba. Postupně se rozjíždí a nabourá. V okamžiku nehody kamera snímá Frédéricův obličej, nikoliv automobil, a následuje tma. Po chvíli je vidět nabouraný automobil, z jehož motoru se kouří, a nehybný Frédéric uvnitř. Vůbec první slova filmu jsou „Frédéric je mrtvý“. Mluví o něm jeho přítel Paul (Jérôme Robart), divák se dozvídá, že Frédéric byl malířem a mluví o jejich seznámení.

### Francie

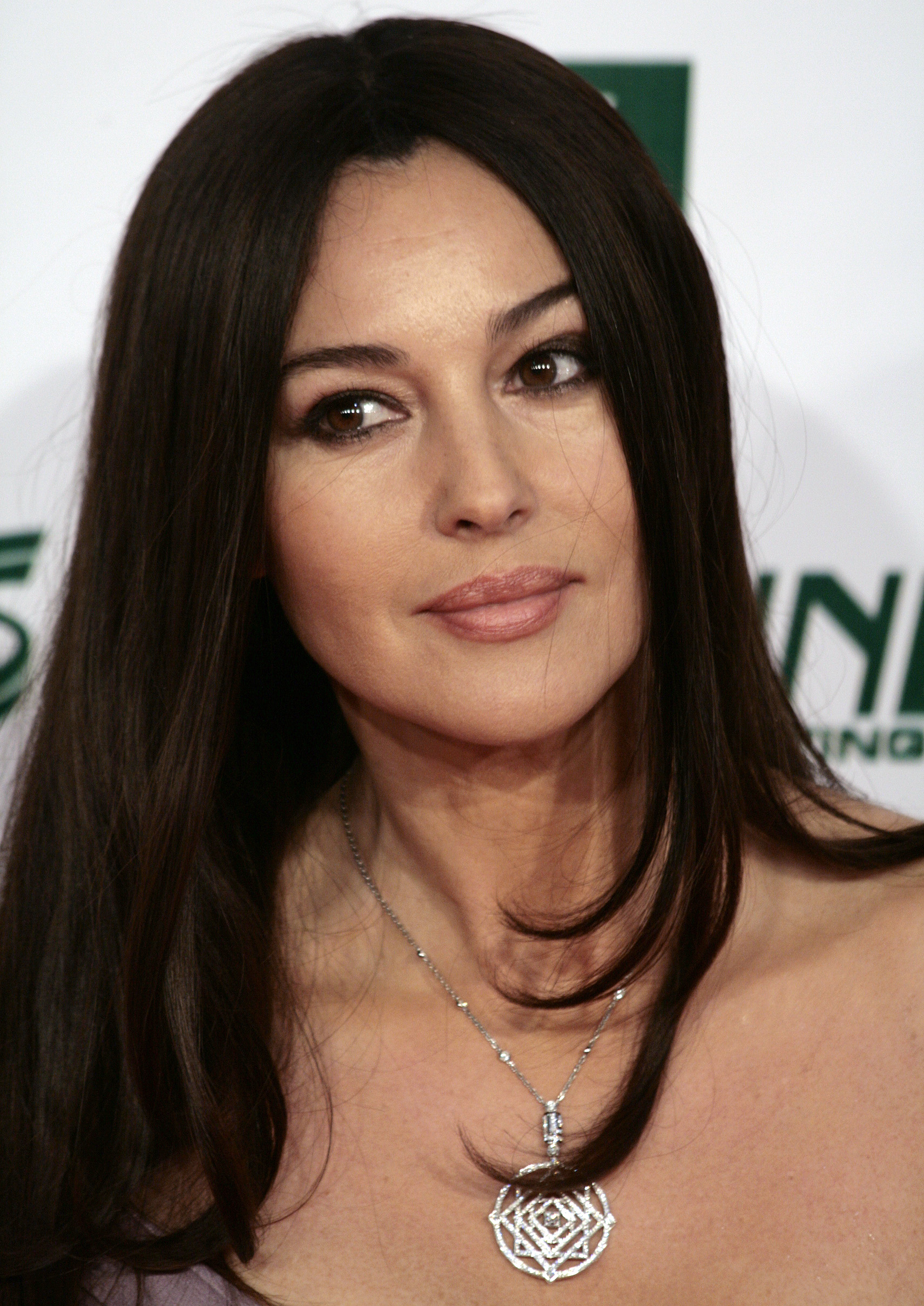
Monica Bellucciová na fotografii z roku 2009

Děj se v retrospektivě vrací do okamžiku jejich seznámení. Paul se s Frédéricem seznámil díky společnému příteli Damienovi (Damien Mongin), s nímž přichází do jeho bytu. Frédéric říká, že se neměl stěhovat do Říma, protože „veškerá ta mrtvá krása je tak neinspirující“. Následně ukazuje svůj nový obraz. V tu chvíli přichází Angèle (Monica Bellucciová), Frédéricova manželka, která v Itálii pracuje jako filmová herečka. Vypravěč filmu, tedy Paul, retrospektivně říká, že její fotografie znal z časopisů. Angèle se po seznámení s Paulem začíná bavit s Frédéricem a říká mu, že přijdou pozdě, načež Frédéric odvětí, že mu nejprve musí vyndat třísku z chodidla. Následně z bytu Damien s Paulem odchází. Další scéna se zaměřuje na Paula v jeho bytě, Paul retrospektivně uvádí, že tou dobou žil sám. Po chvíli děj přechází na natáčení válečného filmu a Paul vypráví, že chtěl hrát ve filmech, ale ve skutečnosti byl jen komparzistou. Režisér mu na scéně vysvětluje jeho roli a po chvíli přichází režisérův asistent Roland (Vladislav Galard). Jednu roli v právě natáčeném filmu měla také Élisabeth (Céline Salletteová), která hrála jednu ze dvou žen, které s Paulem leží v posteli. Následuje střelba, při níž se všichni probudí, a Paul utíká se zbraní ven z místnosti a zastřelí několik protivníků (Němců). Následuje další scéna, v níž se již Paul nevyskytuje, a retrospektivně vypráví, že si následujícího rána povídal s Élisabeth, s níž se posléze vrátil zpět domů do Paříže a od té doby spolu žili. Následují scény, o nichž Paul právě vyprávěl – nejprve si povídají, poté jsou v Paulově bytě. Povídají si, brzy se dostanou k tématu sebevraždy, o níž se Élisabeth v minulosti několikrát pokusila. Paul si přivydělává prodejem novin, ale příliš úspěchu nemá – své přítelkyni prozradí, že prodal pouhé tři výtisky. Následuje setkání Paula s Frédéricem, při němž řeší smutek při žití bez ženy, stejně jako manželství. Divák se brzy dozvídá o pozvání Paula a Élisabeth do římského domu Frédérica a jeho manželky.

### Itálie

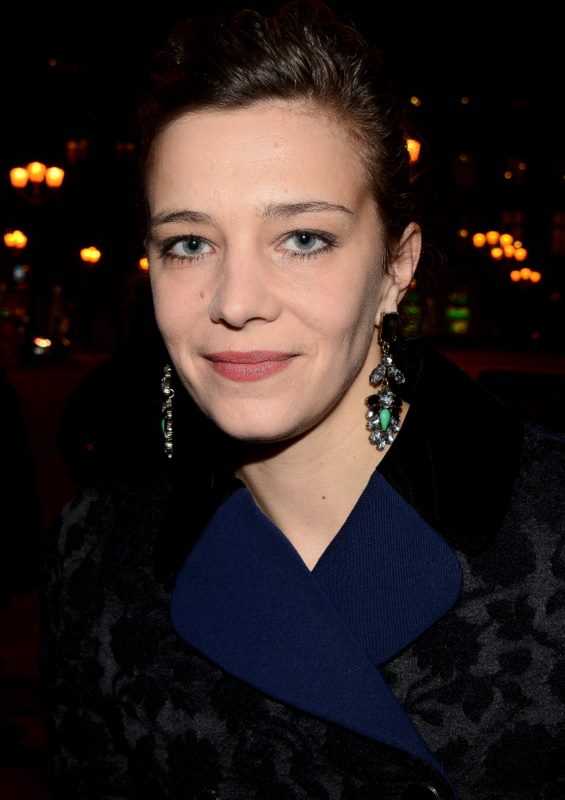
Céline Salletteová na fotografii z roku 2014

Děj filmu se přesouvá do Říma. Čtveřice je téměř bez řečí na terase, později Frédéric ukazuje Paulovi uvnitř domu své obrazy. Paul se hostitele ptá, kdo je muž na fotografii, a dozvídá se, že jde o Frédéricova dědečka (Maurice Garrel; jde o skutečného prarodiče Louise Garrela). Divák se dozvídá, že jeho dědeček je již mrtvý, ale byl to právě on, kdo Frédérica vychoval, neboť jeho rodiče zahynuli, když byl mladý. V další scéně řeší Paul s Élisabeth otázku manželství, později si Élisabeth zkouší Angèliny šaty, které jí poté daruje. Ženy se znenadání leknou krysy a s křikem utíkají, načež přichází muži a uklidňují je. Děj se přesouvá na terasu, kde si Paul s Frédéricem povídají. Paul říká, že by v Římě rád zůstal a druhý odpoví, že klidně může. Jeho přítelkyně mu vyčítá, že s ní netráví žádný čas a místo toho je pořád s Frédéricem. S ním v další scéně řeší revoluci a své předky, kteří bojovali ve válce. V další scéně Élisabeth ukazuje svému příteli šaty, které dostala od Angèle, ale Paul nejeví příliš zájem. V další scéně jsou opět oba muži – Frédéric žádá Paula, který se dříve rovněž věnoval, byť amatérsky, malířství, aby nakreslil jeho portrét. Paul se zdráhá. Další scéna se odehrává v klubu, v němž lidé tančí. Později již v domě proběhne menší hádka mezi Frédéricem a Angèle a následuje další noční venkovní scéna, v níž figurují pouze obě ženy a Angèle si stěžuje na svého muže, že jí již nemiluje a nyní maluje vše kromě ní. Élisabeth jí utěšuje. Angèle pokračuje, říká, že Frédéric si platí prostitutky (v tu chvíli je zde záběr na Frédérica, bavícího se s ženou na ulici) a ona, nikoliv však z pomsty, je také s jinými muži. Když Angèle přichází domů, najde omluvný dopis od svého manžela.
V další scéně jsou Angèle a Frédéric spolu a oba brečí a navzájem se utěšují. Muž říká, že se nechce rozejít. Poté vychází z domu Élisabeth s polštářem v rukou, prochází se kolem bazénu a následně jde zpět do postele za Paulem. Po chvíli je volá k venkovnímu stolu Frédéric, aby jim přečetl pochvalnou recenzi na Angèlin herecký výkon. Začíná číst italsky, Élisabeth jej však kvůli neznalosti jazyka přeruší a on začne číst francouzsky – v jazyce, v němž je namluven celý film. U stolu se Élisabeth od Frédérica dozvídá, že byla náměsíčná, ona o tom nevěděla. Po přesunu děje do pokoje Paula a Élisabeth se dvojice hádá kvůli tomu, že první z nich u stolu prohlásil, že je Angèle nádherná. Na stejné téma naráží u kuchyňského stolu, kde je kromě nich ještě Frédéric. Ten si rovněž všiml, že Paul na jeho manželku příliš kouká. Po Angèlině příchodu jí její muž říká, že se do ní Paul v tajnosti zamiloval. Následuje ťukání na dveře, Frédéric si vzpomene, že pozval Rolanda, kterého uvádí jako svého přítele a asistenta režie, pracujícího v Římě. Roland se s Paulem a Élisabeth zná již z natáčení válečného filmu. Po večeři následuje scéna, při níž jsou Roland a Angèle sami v pokoji. Po střihu se Roland obléká, zatímco Angèle leží v posteli a říká mu, že neví nic o ženách. V další scéně je Frédéric, právě pracující na obrazu. Po chvíli sledování se kamera přesouvá na ulici, kde jde Angèle, a dějištěm se opět stává místnost, v níž Frédéric maluje. Přichází k němu jeho manželka s hrnkem, který mu dává. Muž se ptá, zda se jí obraz líbí, načež odpovídá, že ano. Frédéric svou manželku uráží, ona začíná brečet. Následuje venkovní scéna u auta, kde jsou Frédéric a Paul, mluví o projížďce a krásném místě, které první chce ukázat. Přichází k nim Achille (Vincent Macaigne). Následuje scéna v interiéru, kde jsou Angèle a Élisabeth, přičemž první z nich říká, že se necítí dobře a raději by zůstala doma. Élisabeth jde k autu sama a informuje trojici mužů, že druhá žena nepřijde. Po chvíli jízdy sedí čtveřice u stolu a připíjí si, později jde ve dvojicích po kamenné cestě. Frédéric si povídá s Achillem, druhá dvojice jde mlčky.
V další scéně se Angèle ve městě schází s Rolandem, líbají se. Po střihu leží nazí pod přikrývkou v posteli a po krátké konverzaci o Bohu odchází ven z pokoje a jdou spolu do kostela, Roland sleduje Angèle při modlitbě. Po chvíli spolu beze slov odchází. V další scéně si spolu povídají, Roland jí nabádá, ať se snaží zapomenout na Frédérica. Následuje interiérová scéna, při níž sedí zbylá čtveřice u stolu, pije víno a konverzuje. Později spolu odjíždí zpět k Frédéricovu domu, kde se s nimi loučí Achille. Frédéric v domě hledá svou manželku, kterou nachází v koupelně. Říká mu, že se setkala s Rolandem, ale nikoliv celou pravdu. Ani přes naléhání mu neprozradí detaily. Přes Paulovo retrospektivní vyprávění se divák dozvídá, že Élisabeth je na Angèlině straně, a to nikoliv z důvodu, že by její chování schvalovala, nýbrž jen proto, že je žena. V další scéně si spolu obě ženy povídají. Následuje pohled na zdrceného Frédérica a poté na postel, v níž leží Paul s Élisabeth, přičemž Paulův hlas retrospektivně říká, že Angèle svého muže opustila. Následuje opět pohled na Frédérica, k němuž po chvíli přichází Paul a vyptává se, jak mu je. Paul odpovídá ironicky, že je vše v pořádku. Následují další záběry na Frédérica, ležícího v breku v posteli, a později opět na jeho konverzaci s Paulem, při níž tvrdí, že ho nezajímá, že jeho manželka spala s jiným mužem – později v konverzaci však uvádí, že jí nikdy neodpustí. Později ve vzteku trhá manželčinu Bibli a hází ji do koše na odpadky. V další scéně přichází Paul k brečící Élisabeth, která se od něj prudce odtrhne a odchází pryč. Má sbalené věci, říká, že nechce být součástí tohoto vztahu, a odchází z domu. Paul utíká za ní, ale nedožene ji. Později za ní dorazí na nádraží, odtáhne jí od ostatních lidí a smiřují se. V následující scéně se divák dozvídá, že Roland pracuje na svém režijním debutu, v němž hraje Angèle. Frédéric jde na místo natáčení, aby viděl svou manželku. Chvíli sleduje natáčení, ale zanedlouho odchází pryč, nasedá do automobilu a odjíždí.

### Závěr
Divák se následně dozvídá, že Paul si našel v Římě práci a spolu se svou přítelkyní žije v hotelu. Paul se setkává s Frédéricem, řeší jeho rozpadlý vztah s Angèle a budoucí nevyhnutelný rozvod. Dále se sledující dozvídá, že Élisabeth otěhotněla. Paulovi slibuje, že se již nikdy nepokusí o sebevraždu. Dvojice se následně vrací zpět do Paříže. Následuje záběr na dítě, jejich dceru jménem Lea, v kočárku. Během procházky potkávají Frédérica. Na další den s i domlouvají schůzku a loučí se. Po chvíli za nimi Frédéric přibíhá a říká, že se nemohou sejít, neboť musí odjet zpět do Itálie. Setkání tedy odkládají na další týden. Frédéric jim ještě říká, že Angèle již není s Rolandem, ale s jiným mužem. V další scéně leží Paul ve své posteli a zvedá mobilní telefon. Dozvídá se o Frédéricově autonehodě a ihned za ním jede do nemocnice. Frédéric Paulovi říká, že jeho dědeček byl Paulovi velmi podobný. Dále říká, že brzy zemře. Poté Paulovi šeptá, že automobilem do stromu naboural záměrně. Paul odchází z nemocničního pokoje. Následuje záběr na jeho dědečka, který mu říká, že stále má naději, a vypráví mu příběh z války, kdy jeho puška zachytila německou kulku a zachránila jeho život – měl štěstí. Poslední scéna se odehrává na Frédéricově pohřbu, na kterém jsou kromě jiných osob vidět Achille, Élisabeth a Paul.

## Hudba

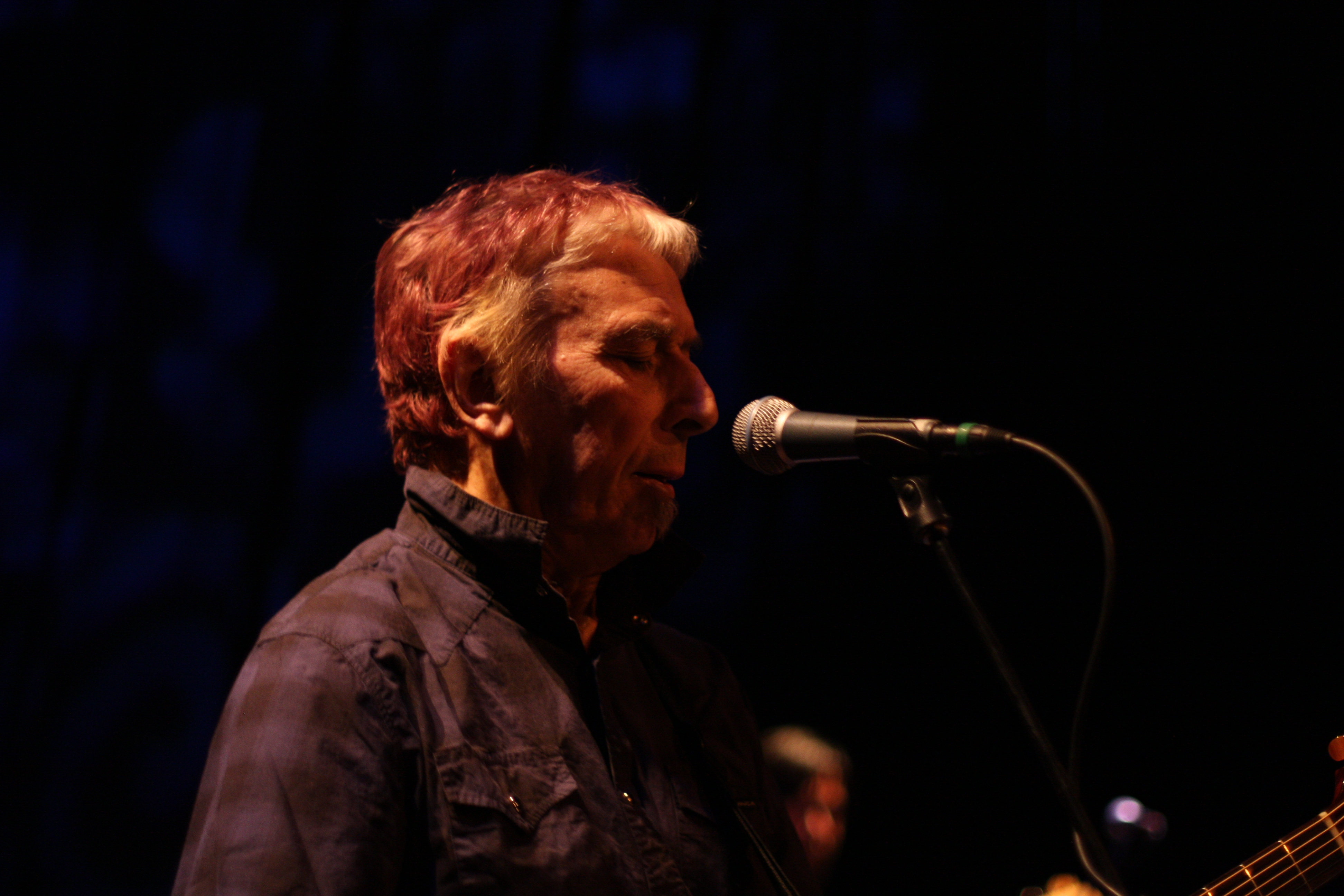
John Cale, autor originální hudby k filmu, při vystoupení v roce 2011

Originální hudbu ke snímku složil velšský hudebník a skladatel John Cale. Ten s režisérem spolupracoval již v minulosti na filmech Zrození lásky (1993) a Le Vent de la nuit (1999). V případě tohoto filmu jde o klavírní hudbu s minimálním přispěním kytary, na níž hraje Caleův dlouholetý spolupracovník Dustin Boyer. Cale ohledně své minimalistické klavírní hudby pro film uvedl, že podle jeho názoru „je méně více“. Dále se v něm nachází tři písně. Taneční scéna je podkreslována písní „Truth Begins“ od Carla Barâta a jeho skupiny Dirty Pretty Things. Scénu, v níž se Frédéric vyrovnává s odchodem své manželky, podkresluje píseň „Farewell My Love“ v podání zpěváka Charlese Pasiho a saxofonisty Archieho Sheppa. Na těchto dvou písních se Cale nijak nepodílel. Třetí a poslední písní, která byla ve filmu použita, je Calem orchestrálně zhudebněná báseň Dylana Thomase „On a Wedding Anniversary“, která podkresluje scénu, v níž Frédéric odchází z místa natáčení filmu, v němž hraje Angèle. Ve filmu je použita pouze krátká část této nahrávky, a to bez zpěvu.

## Uvedení
V srpnu 2011 byl uveden trailer filmu, stejně jako plakát a několik fotografií. Světová premiéra filmu proběhla dne 2. září 2011 na 68. ročníku benátského filmovového festivalu. Snímek se zde dostal do festivalové soutěže (o Zlatého lva). Dne 28. září téhož roku byl uveden do francouzských kin. Severoamerická premiéra filmu proběhla na Torontském mezinárodním filmovém festivalu nedlouho po francouzské. Původně byl v anglickojazyčných zemích uveden pod názvem That Summer, později jako A Burning Hot Summer. Na Canneském festivalu byl snímek pro nefrancouzské návštěvníky prezentován jako That Summer, a to navzdory tomu, že na plátně byl použit překlad A Scorching Summer. V USA byl distribuován společností IFC Films. Později byl uveden v dalších zemích, včetně Polska (Gorace lato) a Německa (Ein brennender Sommer). Dne 1. února 2012 byl snímek vydán na DVD v domovské Francii. Dne 13. listopadu 2012 bylo DVD uvedeno také ve Spojených státech amerických.

## Odezva

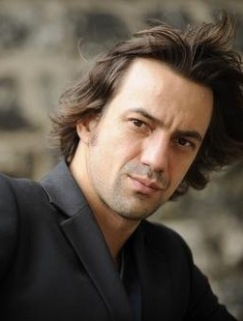
Jérôme Robart, z jehož pohledu je film vyprávěn, na fotografii z roku 2013

Filmu se dostalo převážně negativního ohodnocení ze strany kritiků. Podle Kenta Jonese, který psal recenzi snímku pro časopis Film Comment, je negativní přijetí „podivně vhodný osud“ Garrelových filmů, které se nesnaží zachytit pozornost širší veřejnosti. Garrel při premiéře v Cannes uvedl, že své filmy dělá pro malý fanouškovský klub. Již během novinářské projekce snímku se mu dostalo negativní odezvy. Režisér později uvedl, že „kritici mají právo si myslet, že nedosahuji standardu, ale jsou to patrně stejní lidé, kteří by tak reagovali i na [Godardův film] Bláznivý Petříček (1965).“

### Francie a Itálie
Kritik Mathieu Macheret ve své recenzi pro internetový magazín Critikat uvedl, že „Un été brûlant vyvolává dojem koktání, opakuje postavy a pocity, které jsou nyní devitalizovány.“ Serge Kaganski uváděl, že Garrel točí pořád stejný film, „nebo spíše všechny jeho filmy tvoří jeden ucelený film.“ Dále prohlásil, že „můžeme vynalézt internet, ale Garrel tu vždy bude, aby natočil ženu, mladého muže a jejich smrtelnou lásku. Ale co je na tom silné je to, že v tomto procesu není nic akademického nebo muzejního.“ Barbara Théate z týdeníku Le Journal du dimanche prohlásila, že „léto“ je ve filmu „spíše uspávající než horké.“ Claude Rieffel z aVoir-aLire snímek hodnotil pozitivně, vyzdvihoval mimo jiné barevnou kameru, která snímku dává lehčí tón, než který měly režisérovy předešlé filmy. Italský server Film.it přinesl negativní recenzi, v níž Andrea D'Addio film označila za „koláž klišé a vyprávěných příběhů, o nichž nikdo nechce vědět, jak skončí.“ Alessandra De Luca v recenzi pro deník Avvenire uvedla, že „nejistota pocitů a samotné existence je opět v centru práce režiséra, ale všechno se zdá být tak falešné, že je téměř parodií.“ Negativně hodnotila také Mariarosa Mancuso z deníku Il Foglio, která po premiéře v Cannes napsala, že „film musel vybrat hluchý a slepý festivalový ředitel.“ Publicista Maurizio G. De Bonis chválil výkony tří francouzských hlavní aktérů, avšak negativně hodnotil výkon, který předvedla Bellucci.

### Zahraničí
Novinář Walter Addiego ve své recenzi pro San Francisco Chronicle napsal, že se snímek „poněkud minul účinkem“ a dále uvedl, že „Garrel, který má rád dlouhé záběry, ví, jak divákům dát pocit, že vidí něco spontánně rozvíjejícího, ale to není dostatečné – film Un été brûlant je skromného zájmu.“ Roger Ebert uvedl, že jej film „nepřesvědčil o žádném důvodu jeho existence.“ Přiznal však, že jej film nenudil, ale jeho sledování využil výhradně k tomu, aby si uvědomil, jak kvalitní jsou filmy typu Loni v Marienbadu a Noc (1961). Výkony herců označil za „neohrabané a unavené“ Fernando F. Croce ve své recenzi, vzniklé po severoamerické premiéře v Torontu, pro magazín Slant uvedl, že „přestože byl film natočen barevně, zachovává si střídavě snahu a čirost režisérových předchozích černobílých snímků.“ Pro stejný magazín psala později, po vydání DVD, recenzi také Ela Bittencourt. Ta uvedla, že „pokud existuje jedna věc, která je na filmu opravdu překvapující, tak je to nedostatek horečnaté naléhavosti, kterou jeho název slibuje.“ Rovněž uvedla, že by snímek byl prospěšnější v případě, že by se více věnoval vztahu Paula a Élisabeth. Kritik Eric Hynes z časopisu Time Out napsal, že „existují jemnější a více uspokojivé filmy o bouřlivých konfliktech srdce, ale Un été brûlant moudře ví, kdy a jak chirurgicky řezat přímo na kost.“ Svou recenzi uzavřel prohlášením, že „je to špatná romance nejvyššího řádu.“ Mark Jenkins, který psal recenzi filmu pro NPR, oceňoval Caleovu „jednoduchou a silnou“ klavírní hudbu. Totožně označil dva okamžiky „neočekávané spontánnosti“ – párty, na níž Angèle tančí, a okamžik, kdy bez velkého zájmu Paul s Frédéricem prochází Paříží během policejního zátahu. Kritik Adrian Martin cenil herecký výkon Louise Garrela, který označil za vůbec nejlepší v jeho kariéře.

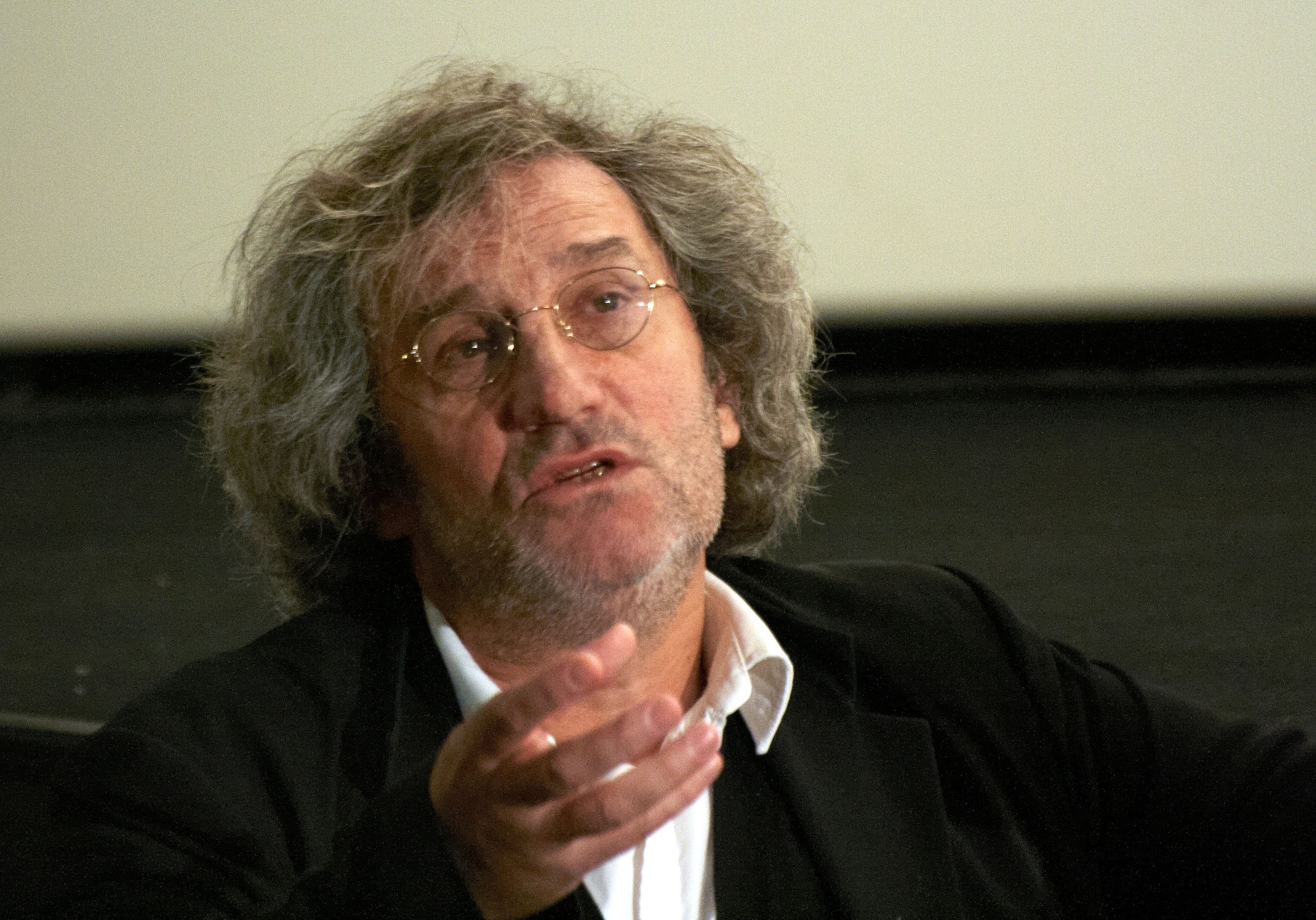
Philippe Garrel, režisér filmu, na fotografii z roku 2008

Drew Hunt snímek ve své recenzi pro Chicago Reader označil za „neuspěchané odměřené drama“. Oliver Lyttelton film již v titulu své recenze pro server IndieWire označil za „obrovskou nudu, která se prolíná se sebeparodií“. Později se na toto téma rozepsal a uvedl, že si zpočátku myslel, že by mohlo jít o velmi sofistikovanou parodii, ale ukázalo se, že tomu tak není. Místo toho je „nekonečné a nesnesitelně napsané drama, plné postav, které by vás nezajímaly ani v případě, že by to byli vaši příbuzní.“ Lyttelton dal filmu známku D–, přičemž uvedl, že jedině Caleova hudba je „dost dobrá na to, aby film vyzvedla od spodní (nejhorší) známky.“ Deborah Young o filmu ve své recenzi pro The Hollywood Reporter napsala, že je „dramaticky bez života a nezúčastněný“. Kritizovala také herecké výkony Robarta a Sallette, kteří dle ní hráli jako komparzisté, jenž se dostali k hlavním rolím. Ani jeden z nich dle recenzentky nezanechal hluboké dojmy. Negativně snímek hodnotil také Boyd van Hoeij ve své recenzi pro Variety, pozitivně hodnotil kameru Willyho Kuranta ve spojení se scénografií Emmanuela de Chauvignyho. Melancholickou atmosféru snímku podle něj dodala Caleova klavírní hudba. Kameru rovněž pochvaloval Jonathan Romney ze serveru Screen Daily. Naopak kritizuje herecké výkony, které předvedli Bellucci a Garrel. Caleovu klavírní hudbu označil za „skromně přiměřenou“. Kritik Guy Lodge uvedl, že neměl žádný důvod zůstat na promítání filmu poté, co se k němu jeho přítel, další hudební kritik, naklonil a řekl: „Kašleme na to, pojď na večeři.“ Ve své recenzi poté uvedl, že nejlepší recenzi filmu napsal sám Garrel: „Veškerá ta mrtvá krása je tak neinspirující“. Negativně jej hodnotila také Stephanie Zacharek, která prohlásila, že jediným, kdo ve filmu hraje kvalitně, je Céline Salletteová, která „má tvář skutečné osoby“. Hanila Monicu Bellucci, ale za vůbec nejhoršího označila Louise Garrela. Novinářka Farran Smith Nehme napsala pro New York Post, že snímek má „duchaplné okamžiky, jako například Angèlin tanec s jiným mužem na párty, ale filmové pozorování je překvapivě retrográdní, dokonce absurdní.“